# Håkantorp, Falköpings kommun
Håkantorp är kyrkbyn i Håkantorps socken i Falköpings kommun i Västergötland. Orten ligger norr om Falköping väster om Stenstorp.
I orten ligger Håkantorps kyrka. 